# Robin Hood

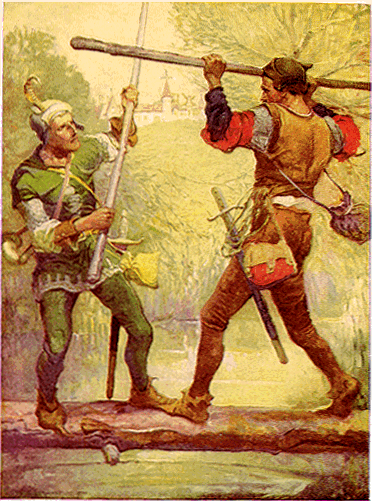
Robin Hood (links) en Kleine Jan, door Louis Rhead (1912)

Robin Hood is een Engelse volksheld uit een reeks oude balladen en legenden. Volgens de verhalen zou hij stelen van de rijken en zijn buit vervolgens verdelen onder de armen, samen met een groep vrijbuiters, genaamd de Vrolijke Volgelingen ('Merry Men'). Hij woonde in Sherwood Forest (Nottinghamshire), waar hij tegen de gezagsdragers gestreden zou hebben. Deze middeleeuwse held is wereldwijd bekend geworden door vele verhalen en verfilmingen ervan.

## Achtergrond
De oudst bekende vermelding in de literatuur is in Piers Plowman van William Langland, specifiek de versie van 1377 genaamd de B-tekst. Robin Hood komt in oude balladen naar voren als goedhartig en weldadig jegens het volk en wreed en onverbiddelijk voor de adel en de rijke kloosterlingen. Op grond van een apocrief grafschrift uit Yorkshire werd hij vroeger voor een in 1247 overleden graaf van Huntingdon gehouden. De Franse historicus Augustin Thierry meende dat hij aan het hoofd van het Angelsaksische volk streed tegen de Normandische veroveraars.
Eind 16e eeuw werd het verhaal verplaatst naar de geschiedenis van het eind van de 12e eeuw, toen koning Richard Leeuwenhart op kruistocht was en zijn broer Jan zonder Land als een tiran over Engeland regeerde. Het hierbij afbeelden van Robin met de longbow is echter een anachronisme.
Of Robin Hood echt heeft bestaan, is onduidelijk. De naam is niet in officiële documenten terug te vinden. Wel doen vergelijkbare namen en verhalen de ronde van drie figuren die mogelijk de inspiratiebronnen vormen voor de legende. Een feit is dat Sherwood Forest bekendstond als toevluchtsoord voor vogelvrijverklaarden. Zij zetten valstrikken uit om anderen te doen denken dat het bos behekst zou zijn.
Het Robin Hood-thema, een nobele bandiet die steelt van de rijken en geeft aan de armen, komt wereldwijd voor. Zo kent India Veerappan, China Wang Zuo, Californië Joaquín Murrieta, Sicilië Salvatore Giuliano, Puerto Rico Roberto Cofresí, Mexico Chucho el Roto en Lucio Cabañas, Turkije Deniz Gezmiş, Estland Rummu Jüri, en het Nederlandse Hoorn Platte Thijs.

## Verhalen en afkomst

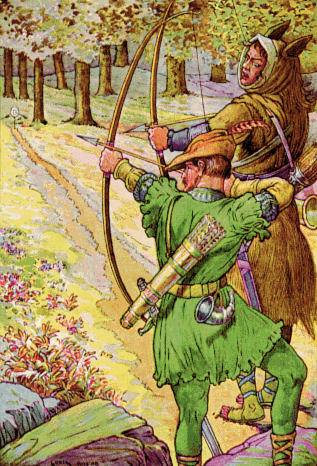
Robin Hood en Sir Guy, 1912

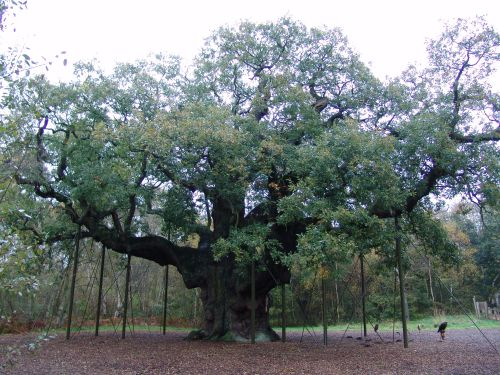
The Major Oak in Sherwood Forest wordt gezien als het hoofdkwartier van Robin Hood

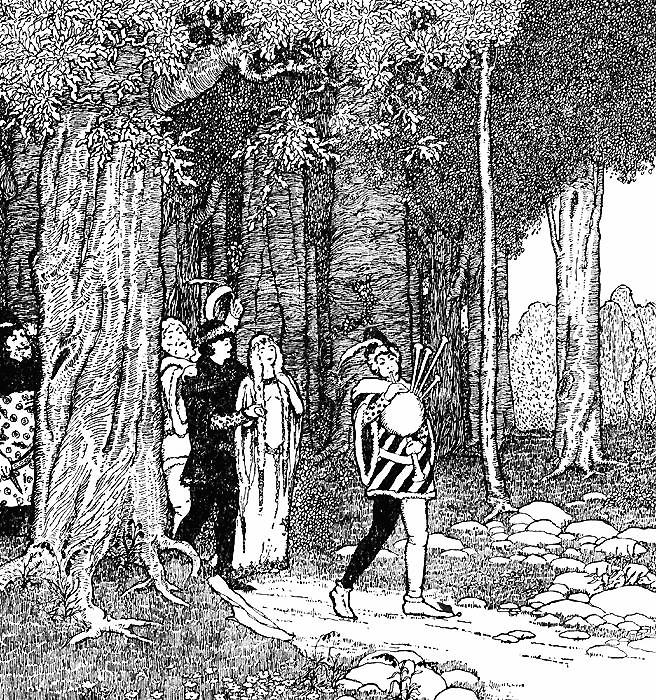
Robin Hood

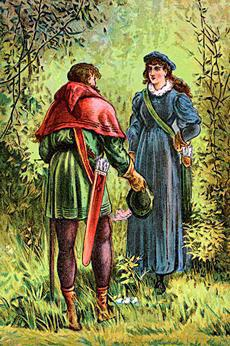
Robin Hood en Lady Marian

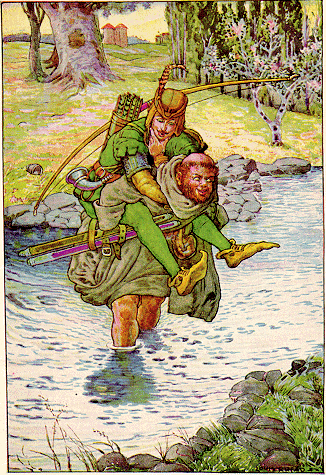
Broeder Tuck neemt Robin Hood op zijn rug

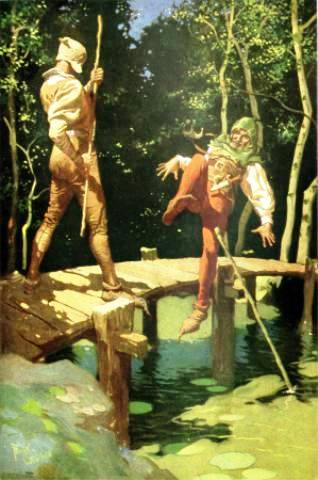
Kleine Jan brengt Robin Hood uit balans

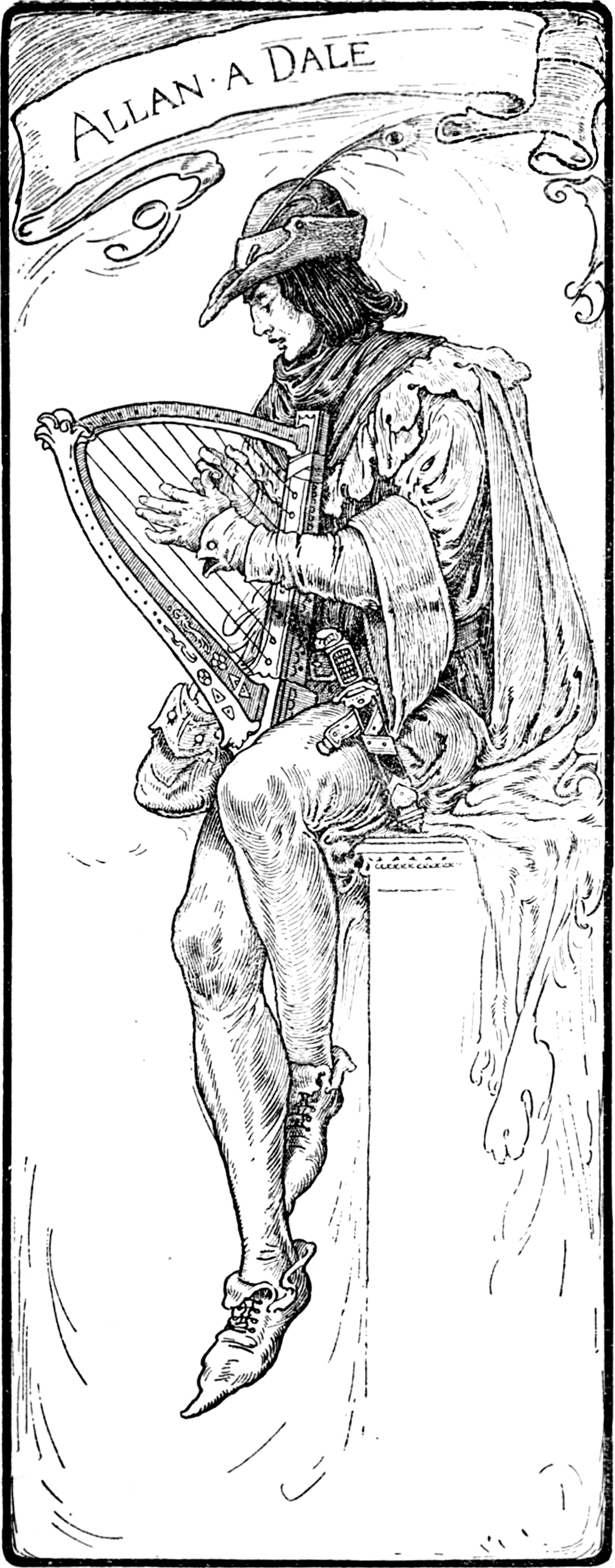
Allan a Dale

Robin Hood wordt in oude Engelse volksverhalen omschreven als een vrijbuiter, die mogelijk gebaseerd is op ware of feitelijke verhalen. Robin Hood wordt vergeleken met de in de Lage Landen minder bekende Fulk Fitzwarin, een Noorman die in de 12e eeuw een vijand was van koning Jan, waarbij de gelijkenis met Robin Hood al snel gemaakt is. In de oudste verhalen speelt een plaatselijke sheriff een grote rol als tegenstander van de vrijbuiter, simpelweg omdat het zijn beroep is. Maar later buit deze sheriff zijn positie uit, als hij rijkdom en landerijen in wil nemen en hoge belastingen wil heffen. In andere verhalen wordt Prins Jan naar voren geschoven als booswicht-antagonist, deze is gebaseerd op Jan zonder Land die plaatselijk aspirant koning-consort was in afwezigheid van Koning Richard, die op kruistocht ging.
Dan wordt weer in oude versies van het verhaal verteld dat Robin een landeigenaar was zonder enige titel en dit onder militieacties bedongen had. In een latere versie wordt verteld dat hij een edelman is met de titel van Baron van (Loxley) die onrechtmatig verdrongen of verjaagd werd van zijn landerijen. In andere volksvertellingen wordt beweerd dat hij gediend had in een kruistocht, en bij terugkomst ontdekt dat zijn landerijen zijn ingenomen door de plaatselijke sheriff. Waarna de verhalen van Robin Hood een positieve wending hebben zoals: hij was een held onder de plaatselijke bevolking, vocht alleen tegen corrupte edellieden en de mensen die hen bijstonden. En in negatieve zin was Robin een rebel, arrogant, die zijn tegenstanders onthoofdde. Later, in de meest moderne versie, werd aan de legende toegevoegd dat hij stal van de rijken om de buit dan onder de armen te verdelen, kortom: hij vocht tegen ongerechtigheid en tirannie.
De oudste referenties aan Robin Hood zijn geen historische geschriften, en zelfs geen ballades die vertellen over zijn belevenissen. Het zijn meer hints en raadsels die gevonden werden in diverse werken. Vanaf 1227 komen namen als Robinhood, Robehod of Hobbehod naar voren in diverse Engelse gerechtsgeschriften (documenten), tussen 1261 en 1300 wordt er nog eens een achttal meldingen gemaakt van de genoemde namen als Rabunhod in heel Engeland, van Berkshire tot het zuiden van York.
De term of naam Robin Hood wordt in die tijd afgedaan (vertaald) als een vrijbuiter of dief met vlugge handen, hij wordt in ieder geval getypeerd als iemand met criminele banden. In 1439 wordt in een petitie ene Piers Venables uit Aston, een misdadiger zonder woon- of verblijfplaats, omschreven als iemand die zich samen met veel andere misdadigers in de bossen vestigde, net zoals Robyn Hude en zijn mannen. De naam Robin Hood werd verbonden met vrijbuiters. De brandstichter Guy Fawkes zou de naam gebruikt hebben bij zijn terechtstelling in 1606.
De eerste literaire beschrijvingen zijn door William Langland in diens vertellingen over Piers Plowman (1362–1386). Daarna schreven Andrew of Wyntoun, John Fordun en Walter Bower over Robin Hood. De laatste identificeert hem als iemand die als spion in dienst was van Simon V van Montfort. Thomas Gale komt honderd jaar later met het verhaal dat Robin Hood in werkelijkheid Robin of Robert, baron van Huntington was. Hij geeft een duidelijke sterfdatum op 18 november 1247 en beweert dat hij ongeveer 78 jaar is geworden.

## Locaties
Sinds jaren wordt de omgeving van Nottingham met het daarbij gelegen bos Sherwood Forest gezien als de plaats van handelingen van de Robin Hood-legende; trots koestert de bevolking deze legende door het Robin Hood county te noemen en organiseert diverse activiteiten rondom de legende. Toch doen er verhalen de ronde dat Barnsdale, een plaats 50 kilometer ten noorden, ook een plek is geweest waar Robin Hood actief was, dit valt af te leiden uit de ballade Robin Hood en de Monnik. Tevens komt in dezelfde ballade naar voren dat Robin van Loxley komt en daarbij wordt een geografische ligging genoemd, want het hedendaagse Loxley ligt dicht bij de stad Sheffield. Ook wordt de stad York genoemd, als een plaats waar Robin Hood geleefd zou hebben. Dit kan gedeeltelijk worden afgeleid uit het feit dat het gebied Yorkshire als een van de eerste een Sheriff aanstelde rond 1068 en dat dit in Nottingham niet het geval was.

## Mogelijke Robin Hoods
Robin Hood is als bestaand persoon nooit achterhaald en de meeste critici gaan er nog van uit dat het een fictief verhaal is dat grotendeels gebaseerd is op Ballades. Vrij vertaald betekent zijn naam iets als "Robin van/uit het Woud". Toch is er een aantal personen dat aan het profiel voldoet, maar dat is historisch maar slecht te achterhalen waardoor zijn bestaan onzeker blijft en men nog steeds terug moet vallen op oude documenten en ballades.

### Fulk Fitzwarin
Fulk was een Normandiër die als jonge man aan het hof van de koning Hendrik II van Engeland opgroeide. Zijn kinderjaren deelde hij met prins John, die later koning van Engeland zou worden. Na een ruzie die nog stamde uit hun kinderjaren, werd Fulk door prins John van alle eigendommen ontdaan en zelfs zijn kleding werd hem afgenomen. Hierna vluchtte Fulk naar de bossen en ging leven als een vrijbuiter. Uit deze belevenissen kan een parallel worden getrokken met het Robin Hood-verhaal. Een andere bijkomstigheid is dat een zuster of nicht van Fulk, genaamd Mathilde, een maîtresse zou zijn geweest van Prins John. Volgens overleveringen zou hierop later het personage Lady Marion zijn gebaseerd.

### Robert van Locksley
De meest voorkomende en meest tot de verbeelding sprekende is Robert van Locksley of Loxley. Ook al is er over hem ook maar weinig bekend, men geeft hem wel een titel die mogelijk gedragen is in het verleden en een afkomst. Het hedendaagse Loxley is niets meer dan een buitenwijk van Sheffield, dat opgeslokt is als een agglomeratie. Loxley wordt het meest gebruikt in films en series om het verhaal wat meer realisme mee te geven. Een exact bestaan van deze Loxley is echter nog niet bewezen. Het zou ook kunnen dat Robert gewoon een burger of boer was uit Loxley.
Het is de Schotse schrijver Walter Scott die voor het eerst komt met de naam Loxley in 1819 in zijn roman Ivanhoe. Waar hij dit op gebaseerd heeft is nooit bevestigd door Scott. Schrijvers als Howard Pyle hebben dit klakkeloos overgenomen in hun verhalen over Robin Hood.

### Robert van Huntingdon
Robert, baron van Huntingdon wordt ook wel gelieerd aan Robin Hood, onder meer door de 15e-eeuwse schrijvers Thomas Gale en Anthony Munday. Huntingdon kwam uit West Isley in Berkshire. Diens geboorteplaats ligt niet ver van Nottingham, en er wordt door Thomas Gale een erg nauwkeurige overlijdensdatum genoemd: 18 november 1247. Deze Robert zou ook Robert Fitz Ooth genoemd worden en rond 1160 geboren zijn. De echte baron van Huntingdon was in die tijd David van Schotland, graaf van Huntingdon, die wel een zoon Robert had, maar deze zou al op jonge leeftijd overleden zijn.
Over deze Huntingdon valt het meest te achterhalen, via de gegevens van de vader en zijn rechtmatige opvolger. Zijn vader David van Schotland kreeg drie zoons, John, Robert en Henry. De eerste en opvolger was John, die circa 1207 geboren zou zijn, zodat de mogelijke Robin Hood na 1207 geboren zou moeten zijn, en de verhalen van vóór de terugkomst van Koning Richard (circa 1194) niet kloppen.

### Roger Godberd
Historicus David Baldwin identificeert Robin Hood met de historische vrijbuiter "Roger Godberd", die een sterke bondgenoot van Simon V van Montfort was, wat Robin Hood rond de periode van 1260-69 plaatst. Er zijn veel parallellen tussen de levens van Godberd en Robin Hood, zoals ze worden beschreven in "A Gest of Robyn Hode". Historicus John Maddicot heeft Godberd, het prototype van Robin Hood genoemd. Enige problemen met deze theorie is dat het nooit bewezen is dat Godberd echt Robin Hood was (Walter Bower noemt beide mannen in zijn "Scotchronicon", maar echter als twee verschillende individuen) en zijn er ook geen linken te leggen in de vroege Robin Hood-ballades met de Montfort-opstand (1264-66).

## Ballades en literatuur

### Ballades
- Een Avontuur van Robyn Hode (A Geste of Robyn Hode, 1475)
- Robin Hood en de Monnik
- Robin Hood en de Pottenmaker
- Robin Hood en de Slachter
- Robin Hood en de Pater
- De jolige drinker uit Wakefield
- Robin Hood en de Denker
- Robin Hood en de Prins van Aragon
- Robin Hoods progressie naar Nottingham
- Robin Hood red Will Stutely
- Robin Hood en de Bisschop
- Robin Hood en koningin Katherine
- Robin Hoods Vlucht
- De Nobele Visserman
- Robin Hood en de Gouden boog
- Een waar verhaal over Robin Hood (A True Tale of Robin Hood)
- Robin of Sherwood
- Robin Hoods Dood

## Robin Hood in de media
De legende van Robin Hood heeft in de loop der jaren veel schrijvers van (strip)boeken en producers van films en tv-series geïnspireerd. Vooral het feit dat het personage tot het publiek domein behoort maakt dat mensen hem graag gebruiken in hun werken. Walter Scott laat hem bijvoorbeeld in zijn roman Ivanhoe optreden.
Een (incompleet) overzicht:

### Boeken
- Ivanhoe van Walter Scott, 1819.
- Maid Marian van Thomas Love Peacock, 1822.
- Robin Hood le proscrit van Alexandre Dumas, 1863.
- The Merry Adventures of Robin Hood van Howard Pyle, 1883.
- Robin Hood and His Merry Outlaws van J. Walker McSpadden, 1891.
- Robin Hood van Henry Gilbert, 1912.
- Robin Hood van Paul Creswick, 1917.
- Bows Against the Barons van Geoffrey Trease, 1934.
- Chronicles of Robin Hood van Rosemary Sutcliff, 1950.
- The Adventures of Robin Hood van Roger Lancelyn Green, 1956.
- Outlaws of Sherwood Forest van Ellen Kushner, 1985, een spelboek uit de serie Choose Your Own Adventure.
- The Outlaws of Sherwood van Robin McKinley, 1988.
- Sherwood van Parke Godwin, 1992, en Robin and the King, 1993.
- De trilogie Forestwife van Theresa Tomlinson, 1993–2000.
- Robin's Country van Monica Furlong, 1994.
- The Sherwood Game van Esther Friesner, 1995, met Robin Hood en zijn bende als computerprogramma’s.
- Robin Hood According to Spike Milligan van Spike Milligan, 1998.
- The Rowan Hood serie van Nancy Springer, 2001–2005.
- The King Raven Trilogy van Stephen R. Lawhead, 2006.
- DC Comics publiceerde in de jaren 50 een stripserie van Robin Hood.
- DC Comics’ Green Arrow wordt vaak vergeleken met Robin Hood.
- Het Big Bang Comics-personage Robo-Hood is een eerbetoon aan Robin Hood.
- Vogelvrij van Agnus Donald, 2009.
- Walt Disney publiceerde in 1973 een stripserie van Robin Hood, gebaseerd op hun animatiefilm uit datzelfde jaar.

### Film en televisie
- 1908: Robin Hood and His Merry Men, een stomme film van Percy Stow.
- 1912: Robin Hood, met Robert Frazer als Robin Hood.
- 1922: Robin Hood, met Douglas Fairbanks.
- 1938: The Adventures of Robin Hood, met Errol Flynn als Robin Hood.
- 1946: Bandit of Sherwood Forest met Cornel Wilde als Robert van Nothingham, Robin Hoods zoon.
- 1948: The Prince of Thieves
- 1950: Rogues of Sherwood Forest, een film met John Derek als Robin Hood.
- 1951: Tales of Robin Hood
- 1952: The Story of Robin Hood
- 1952: Miss Robin Hood
- 1953: Robin Hood, een televisieserie van BBC One.
- 1954: The Men of Sherwood Forest, de eerste kleurenproductie van Hammer Film.
- 1955–1960: The Adventures of Robin Hood, een Britse tv-serie met Richard Greene als Robin Hood.
- 1956: Robin Hood's Greatest Adventures
- 1958: Robin Hood, the Movie
- 1958: Robin Hood: The Quest for the Crown
- 1960 Sword of Sherwood Forest, een film met Richard Greene.
- 1967: A Challenge for Robin Hood, een Hammerfilm met Barrie Ingham als Robin
- 1967: Rocket Robin Hood, een sciencefiction-hervertelling van de legende.
- 1970 : L'Arciere di Sherwood, een Italiaanse film met Giuliano Gemma als Robin Hood.
- 1973: Robin Hood, een animatiefilm van Disney, ingesproken door Brian Bedford.
- 1975: The Legend of Robin Hood, een miniserie van de BBC met Martin Potter als Robin Hood.
- 1975: Robin Hood's Arrows (Strely Robin Guda, Стрелы Робин Гуда), een Russische film.
- 1975: Robin Hood Junior, met Keith Chegwin als een jonge Robin.
- 1976: Robin and Marian
- 1984: The Zany Adventures of Robin Hood, een televisiefilm, tevens parodie op Robin Hood.
- 1984–1986: Robin of Sherwood, alias Robin Hood, een Britse tv-serie met Michael Praed als Robin.
- 1989–1994: Maid Marian and her Merry Men, een Britse kinderserie.
- 1990: Young Robin Hood, een animatieserie.
- 1990: Robin Hood no Dai Boken, een Japanse animeserie van Tatsunoko Production.
- 1991: Robin Hood, met Patrick Bergin en Uma Thurman.
- 1991: Robin Hood: Prince of Thieves, met Kevin Costner in de hoofdrol.
- 1993: Robin Hood: Men in Tights, een parodie op bovengenoemde film en de Robin Hood-legende in zijn algemeenheid
- 1996: Robin of Locksley, een televisiefilm.
- 1997: The New Adventures of Robin Hood, een Frans-Amerikaanse tv-serie.
- 1999: Back To Sherwood, een kinderserie over een nakomeling van Robin Hood.
- 2001: Princess of Thieves, een Disneyfilm.
- 2001: Shrek, Monsieur Hood speelt een kleine antagonistische rol, ingesproken door Vincent Cassel.
- 2006-2009: Robin Hood, een serie van BBC One.
- 2008: Robin Hood: Prince of Sherwood, met Jason Braly als Robin Hood.
- 2009: Robin Hood: Beyond Sherwood, een tv-film met Robin Dunne als Robin Hood.
- 2010: Robin Hood, met Russell Crowe als Robin Hood.
- 2013: Once upon a time, met Sean Maguire als Robin Hood
- 2018: Robin Hood, met Taron Egerton als Robin Hood

Daar Robin Hood ook een personage is in het boek Ivanhoe, is hij ook in veel series en films gebaseerd op dit boek terug te vinden. Tevens komt hij geregeld voor in een kleinere rol in andere films en series. Zo maakte hij onder andere zijn opwachting in Shrek en Time Bandits. Verder zijn er veel tv-series met een op Robin Hood gebaseerde aflevering, zoals Charmed, Star Trek: The Next Generation, The Time Tunnel en Blackadder.